# 拟序关系

### 定义
拟序关系（quasi-order），有时我们也称为预序关系（preorder）。
设R是集合A上的二元关系，若R满足条件：
1. 反自反性：对于R中任意的元a，不成立a < a (irreflexivity)；
2. 传递性：若 a < b 且 b < c ，则 a < c 。这里的 a,b,c 为R中的元(transitivity)。

则称二元关系R是拟序关系，记作”<“，称{\displaystyle \langle }A，<>{\displaystyle \rangle }为拟序集合。

### 拟序的性质：
（1）设R是集合A上的拟序关系，则R是反对称的。
（2）若R是A上的拟序关系，则 r(R)=r {\displaystyle \bigcup } I {\displaystyle I_{A}}是偏序关系。（拟序关系与自反关系的并集称为偏序关系。）
（3）若R是A上的偏序关系，则 R - {\displaystyle I_{A}}是拟序关系。
（4）拟序集合与偏序集合具有相同的哈斯图。
1. 1 2  王, 礼萍. . . 清华大学出版社有限公司. 2005: P43. ISBN 978-7-302-11229-7 （中文）.